# Vielohmoor

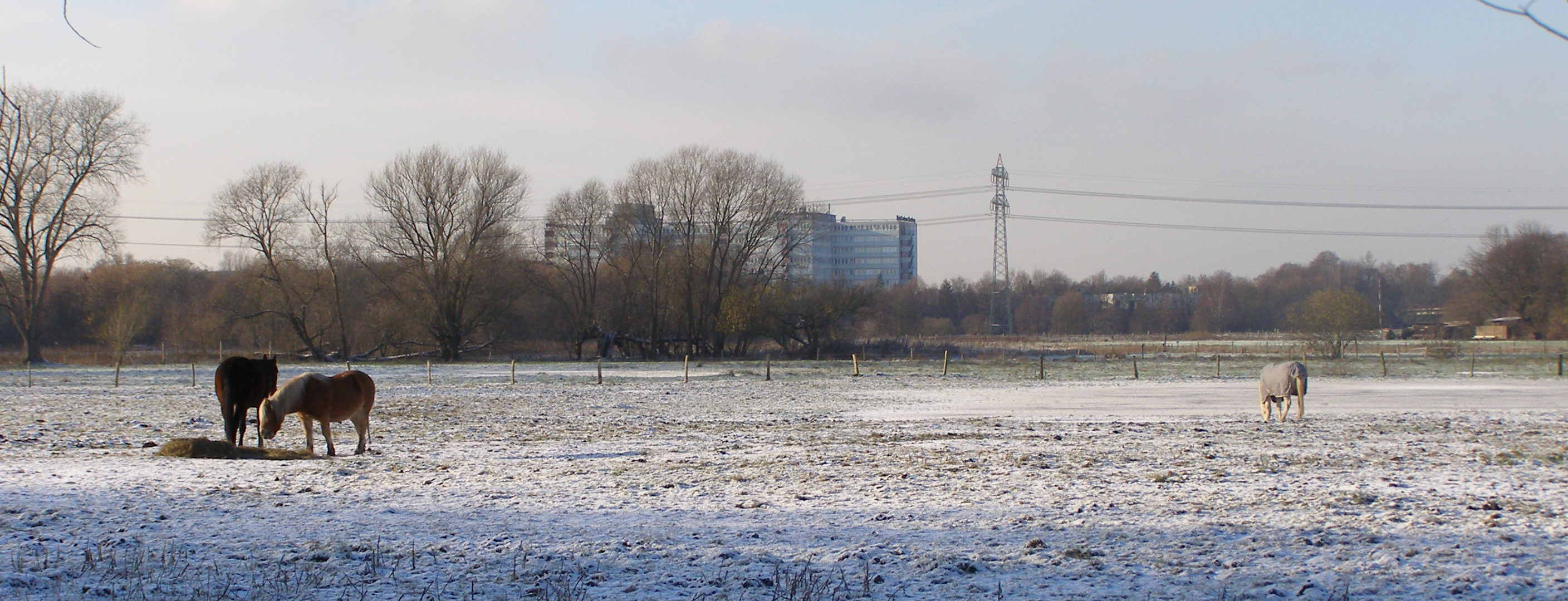
Die Schnelsener Feldmark heute

Das Vielohmoor war ein Moor im heutigen Hamburg-Schnelsen, das bereits in der Jungsteinzeit bestand.

## Name
Der Name „Vielohmoor“ setzt sich aus den niederdeutschen Wörtern vie (=„Bruch“) und loh (=„Hain“) zusammen. Vieloh bedeutet demgemäß „Sumpfwald“. Auf einer Karte aus dem 18. Jahrhundert ist erkennbar, dass das Gebiet stark bewaldet war. Heute liegen an Stelle des Moors die sumpfigen Vielohwiesen.

## Geographische Lage
Das Vielohmoor erstreckte sich früher vom nordöstlichen Rand Schnelsens bis zur heutigen Hamburger Landesgrenze und umfasste damit das Quellgebiet der Kollau; der Nordteil lag dagegen im Einzugsbereich der Mühlenau oder Rellau, wodurch das Moor zur Wasserscheide zwischen Alster und Pinnau gehörte. Das gesamte Moorgebiet befand sich demnach auf dem Boden der damaligen Herrschaft Pinneberg. Das Neubaugebiet Niendorf-Nord ist zum Teil auf sandigen Erhebungen des Moores gebaut.

### Vielohweg
1789 wurde erstmals ein Weg durch das Moor geplant, der eine Verbindung von Schnelsen in das Nachbardorf Niendorf herstellen sollte. Aufgrund morastiger Bodenverhältnisse konnte dieses Projekt allerdings nicht verwirklicht werden, sodass der Weg nur in das Vielohmoor und zu den dort liegenden Wiesen führte. 1932 war das Moor fast abgestochen und das Projekt einer dritten Verbindungsstraße von Schnelsen nach Niendorf konnte nach fast 150 Jahren beendet werden. Heute ist der Vielohweg neben der Wendlohstraße und der Frohmestraße eine der drei Hauptverbindungsstraßen nach Niendorf und ist dort noch bis zum Sachsenweg verlängert worden.

### Vielohwisch
Vom Vielohweg gehen mehrere Stichstraßen ab; eine davon ist der Vielohwisch, der zu einer in der Nachkriegszeit erbauten Häusersiedlung führt. Der Name leitet sich vom niederdeutschen Wisch („Wiese“) ab und benennt, dass der Weg tief in den Vielohwiesen endet.

### Vielohkamp
Ursprünglich war der Vielohkamp eine Verbindung zwischen Vielohweg und Oldesloer Straße, doch als 1967 der Bau des nördlichsten Abschnittes der Bundesautobahn 7 begann, wurde die Straße verkürzt und endet seitdem in einer Kehre. Um die Straße wurde anfangs der siebziger Jahre eine kleine Wohnsiedlung mit sechs Häusern errichtet.

### Sassenhoff
Der Sassenhoff liegt am südlichen Rand der Vielohwiesen. Vor dem Bau der Bundesstraße 447 im Jahr 1966 verband er die Frohmestraße mit der Wendlohstraße und hieß deshalb von 1906 bis 1940 „Ringstraße“. 1789 befanden sich an dieser Straße drei Bauernhöfe, von denen heute nur noch einer erhalten ist. Dieser gehörte der Familie Saß. Da dies der größte der drei Höfe war, bekam die Straße von der Familie ihren Namen. Ursprünglich führte der Sassenhoff noch tiefer ins Vielohmoor hinein, doch dieser musste beim Bau der Autobahn 1967 verkürzt werden. Der alte Verlauf des Sassenhoffs ist aber noch heute durch Spuren im Boden zu erkennen.

## Geschichte
Das Vielohmoor bestand mindestens seit der Jungsteinzeit. Anfang des 20. Jahrhunderts wurden alte Besitz- und Reisetümer gefunden, die aus dieser Zeit stammen. Sie sind im Schleswig-Holsteinischen Landesmuseum in Schleswig ausgestellt. Im Mittelalter war das Vielohmoor ein unwegsames Gelände, das zu betreten als gefährlich galt. Im Rahmen der Moorabbauprojekte in ganz Deutschland wurde im Vielohmoor Anfang des 20. Jahrhunderts systematisch der Torf abgestochen. Einzelne Reste sind auf dem ehemaligen Moorgebiet noch heute zu finden.

### Der goldene Halsring
1856 fand der Besitzer des Hofes 6, Mähl, beim Torfstechen auf dem ihm gehörigen Stück des Vielohmoores einen prachtvollen goldenen Halsring. Er war 266 Gramm schwer, hatte einen Durchmesser von 17 Zentimetern und einen Wert von damals 715 Mark. Die verdickten Enden zeigen 29 bzw. 31 gepunzte Schlangenornamente, Nachbildungen von zwei Kreuzottern ohne Köpfe. Der Finder erkannte den Wert zunächst nicht und gab den Ring seinen Kindern zum Spielen. Erst als ein Hausierer 3 Mark dafür bot, wurde er stutzig und zog Erkundigungen ein. Heute befindet sich das Original des Goldreifes ebenfalls im Schleswig-Holsteinischen Landesmuseum Schloss Gottorf. Er ist vermutlich eine Weihegabe, die aus religiösen Gründen dem Moor anvertraut wurde. Der Ring stammt aus der Zeit nach der Völkerwanderung (6.–8. Jahrhundert).

## Landschaft

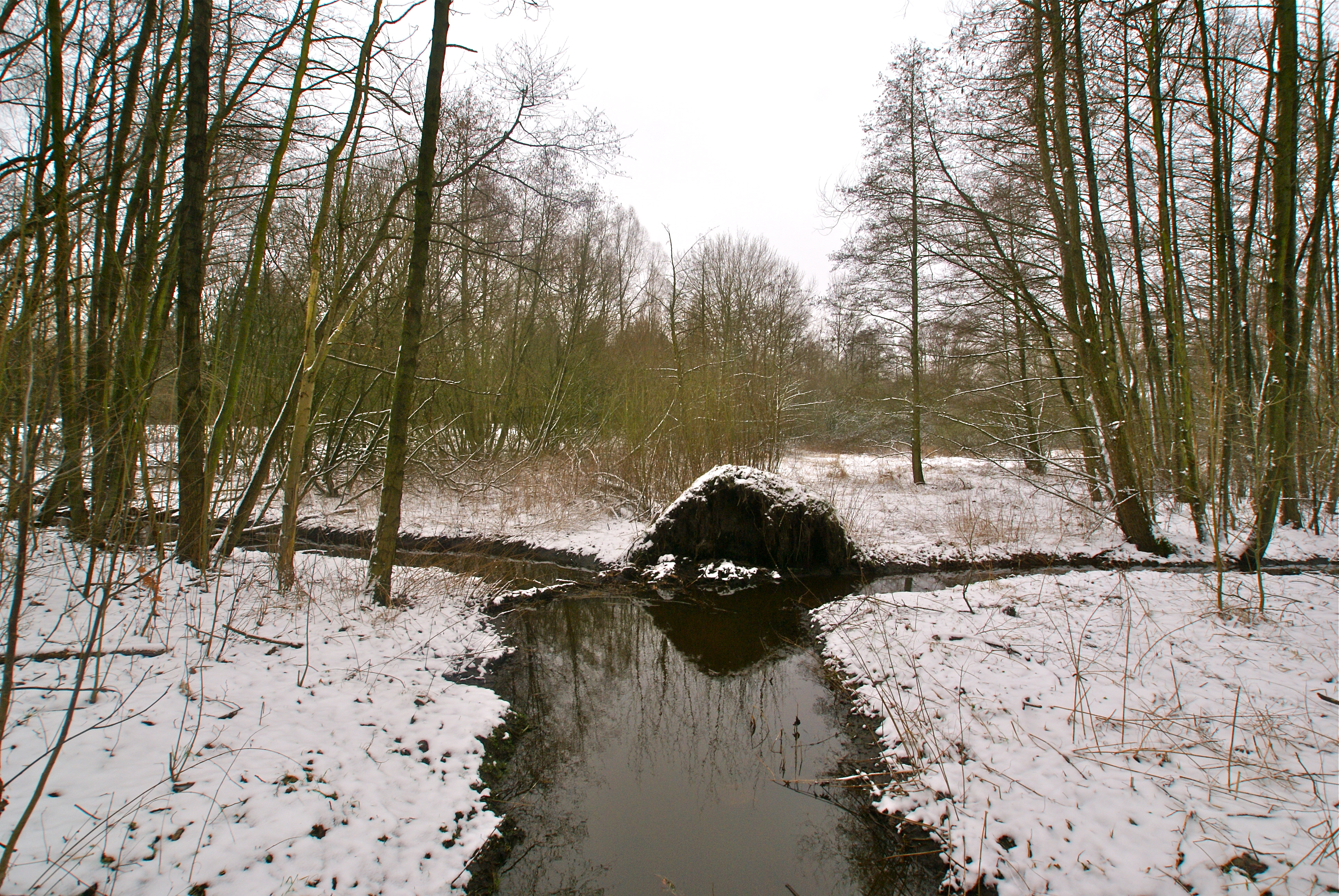
Zusammenfluss von Vielohgraben und Kollau

Die Landschaft in den Vielohwiesen ist sumpfig und besitzt viele Knicks, die die einzelnen Wiesen voneinander trennen. Die Baumarten sind vorwiegend Pappeln und Buchen, es gibt keine Nadelbäume. Auf der schleswig-holsteinischen Seite des Gebietes finden sich auch kleine Eichenbestände. Auf der Höhe des Vietinghoffweges in Niendorf kommen der Vielohgraben und die Kollau zusammen. Bei Nebel ist der Anblick der Vielohwiesen von der Schnelsener Seite aus sehr schön, weil man dann nur die Köpfe der auf den Wiesen weidenden Pferde erkennen kann.
Der Kollauteich, ein Rückhaltebecken der Kollau, befindet sich ebenfalls in den Vielohwiesen.